# Kiko García
Pour les articles homonymes, voir García.
García  Armendaris est un nom espagnol. Le premier nom de famille, en général paternel, est García ; le second, en général maternel, souvent omis, est Armendaris.
Francisco José "Kiko" García Armendaris (né le 25 juin 1968 à Courbevoie) est un coureur cycliste espagnol. Professionnel de 1993 à 1998 au sein de l'équipe ONCE, il a participé aux Jeux olympiques de 1992 à Barcelone, où il a pris la 24e place de la course en ligne.

## Palmarès
- 1987
  - 3e du championnat d'Espagne sur route amateurs
- 1989
  - Clásica de Alcobendas
- 1990
  - 3e du championnat d'Espagne sur route amateurs
- 1992
  - Clásica de Alcobendas
- 1993
  - G.P.Caja Cantabria
  - 1re étape du Tour de La Rioja
  - 2e du Tour de La Rioja
- 1995
  - 2e du Boland Bank Tour
- 1996
  - 2e de la Clásica de Sabiñánigo